# 丰佩龙
丰佩龙（法語：Fomperron，法語發音：[fɔ̃pɛʁɔ̃]）是法国德塞夫勒省的一个市镇，属于帕尔特奈区。

## 地理
丰佩龙（46°28'35"N, 0°6'31"W）面积17.4 平方千米，位于法国新阿基坦大区德塞夫勒省，该省份为法国西部内陆省份，北起曼恩-卢瓦尔省，西接旺代省，南至夏朗德省和滨海夏朗德省，东临维埃纳省。
与丰佩龙接壤的市镇（或旧市镇、城区）包括：埃克西勒伊、梅尼古特、楠特伊、圣热尔米耶、苏当、莱沙特利耶。

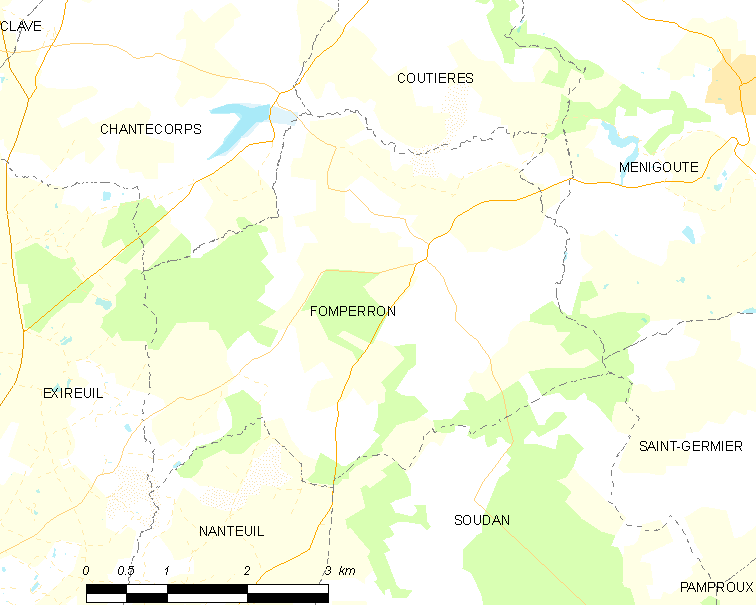
丰佩龙的OSM定位图

丰佩龙的时区为UTC+01:00、UTC+02:00（夏令时）。

## 行政
丰佩龙的邮政编码为79340，INSEE市镇编码为79121。

## 政治
丰佩龙所属的省级选区为拉加蒂讷县。

## 人口

1962-2008年间丰佩龙人口变化图示

丰佩龙于2022年1月1日时的人口数量为388人。